# Mounira Hmani Aifa
Mounira Hmani Aifa, née en 1972, est une généticienne tunisienne.
Le 28 mars 2012, elle reçoit la bourse « Sur les traces de Marie Curie », attribuée par l'Unesco et la Fondation L'Oréal, pour sa découverte du rôle du gène PRSS56 sur certaines formes de cécité.